# Taufik Pasza
Taufik Pasza lub Teufik Pasza, arab. محمد توفيق باشا (ur. 15 listopada 1852 w Kairze, zm. 7 stycznia 1892 w Heluanie) – kedyw Egiptu i Sudanu, syn Ismaila Paszy i księżniczki Szafik-Nur.

## Życiorys
W 1867 Ismail Pasza uzyskał tytuł kedywa. Tytuł był przekazywany od tej pory nie na najstarszego męskiego potomka Muhammada Alego, lecz z ojca na syna. Ismail wybrał to rozwiązanie ze względu na antypatię względem swego stryja Halima Paszy, najstarszego w rodzie, który uważał, że to jemu należy się ów tytuł i w przyszłości on sam będzie mógł wybrać swego następcę będącego jego synem. W ten sposób następcą tronu został najstarszy syn Ismaila, Taufik.
Mieszkał w pałacu w Heluanie, niedaleko Kairu, gdzie przez 12 lat wiódł spokojne życie, wyrabiając sobie reputację dzięki gustowi i dobremu smakowi oraz uczciwości.
W 1878 został przewodniczącym rady po dymisji Nubara Paszy. Sprawował tę funkcję jedynie przez kilka miesięcy. Potrafił unikać intryg, które kształtowały polityczne życie Egiptu.
Powrócił następnie do swej posiadłości daleko od zgiełku i kłopotów. Jednak miało okazać się, iż cieszył się spokojem niezbyt długo. 26 czerwca 1879 Ismail został odwołany z funkcji przez siebie sprawowanej, a zastąpiony został przez swego syna.
Nowy wicekról był podobno tak niezadowolony ze swojej nominacji, iż od razu zbeształ swego sługę, który dostarczył mu owych wieści. W owym czasie Egipt był w katastrofalnej sytuacji politycznej i gospodarczej głównie z powodu sporych długów zaciągniętych przez Ismaila, nieudanej restrukturyzacji gospodarki oraz nieskutecznej wojny z Etiopią. Sytuacja pogorszyła się w kilka miesięcy przed nominacją Taufika z powodu bezczynności Francji i Wielkiej Brytanii. Gospodarka kraju nie funkcjonowała, państwo stało na krawędzi zapaści. Ludność była niezadowolona, armia nielojalna. Sam władca nie posiadał ani mocnego charakteru ani doświadczenia, które pomogłoby mu pokierować odpowiednio krajem i całą administracją.
Chaos panował do listopada 1879. Wtedy to Wielka Brytania i Francja ponownie przejęły inicjatywę. Przez dwa lata Evelyn Baring jako rezydent kraju, Auckland Colvin i de Blignieres rządzili państwem usiłując wprowadzić reformy nie posiadając żadnych środków przymusu. Głównym celem zmian było przekształcenie struktury wewnętrznej państwa w ten sposób by można było spłacić całe zadłużenie w jak najkrótszym czasie. Nie interesowano się nastrojami ludności ani możliwościami gospodarki.
Przez cały ten okres rozgoryczenie w egipskiej armii rosło. Taufik był winiony za nieporozumienia podczas rozmów z rebeliantami. Jednak musiał postępować w ten sposób dbając o interesy mocarstw europejskich przez które został wyznaczony do sprawowania władzy. Musiał opowiedzieć się bądź za interesem kraju bądź za interesem imperiów zagranicznych kosztem własnego państwa.
Wszyscy niezadowoleni w Egipcie zgromadzili się wokół Ahmada Arabiego, który zdobył pierwszorzędną pozycję w wojsku. W lipcu 1882 niechętny stosunek Arabiego względem ekspansji brytyjskiej i czynione przez niego prace obronne doprowadziły do postawienia ultimatum przez angielskiego admirała. Zagrożona zbombardowaniem z angielskich statków była Aleksandria.
Przed bombardowaniem Aleksandrii zasugerowano Taufikowi, iż powinien opuścić miasto na statku. Proponowano ucieczkę wraz z neutralnymi siłami wojskowymi, wypłynięcie na swym własnym jachcie lub na stojącym w porcie parowcu. Na taką propozycję odpowiedział: „Nadal jestem kedywem i pozostanę z moimi ludźmi w niebezpieczeństwie”. Chociaż znajdował się w bezpiecznej odległości od zasięgu pocisków, we własnym pałacu, to jego życie było w niebezpieczeństwie. Kiedy doszło do ataku zbuntowanych żołnierzy Taufik zdołał zbiec do innego pałacu przemieszczając się pomiędzy płonącymi budynkami niszczonego miasta. Wicekról dowiódł swej odwagi także podczas epidemii cholery rok później.
Powrócił do Kairu po bitwie pod Tel-e-Kebir. Zgodził się na przeprowadzenie reform żądanych przez Wielką Brytanię i objął władzę, sprawując ją pod nadzorem specjalnego komisarza – Lorda Dufferina.
Gdy w Aleksandrii wybuchła epidemia cholery, domagał się odwiedzenia miasta. Podczas wizyt w szpitalach, których głównym celem było dodanie otuchy chorym osobom, towarzyszyła mu żona.
W 1884 lord Baring ponownie udał się do Egiptu jako konsul generalny Wielkiej Brytanii. Jego pierwszym zadaniem było nakłonienie Taufika do opuszczenia Sudanu przez wojska okupacyjne. Należy pamiętać, że w tym okresie nadal kwitł proceder łapania i sprzedawania niewolników na terenach na południe od Egiptu. Taufik wyraził zgodę na wycofanie armii z Sudanu aż pod Wadi Halfę.
Podczas negocjacji pomiędzy Anglikami a Turkami w 1886 Taufik zachował się lojalnie wobec sułtana tureckiego, który nadal pozostawał jego suwerenem. Taufik przedstawiał swego protektora z szacunkiem i przyjaźnią. Mimo to wicekról coraz bardziej podporządkowywał się poleceniom brytyjskiego wysłannika.
Taufik starał się także stwarzać pozory samodzielnego panowania. W 1888 zdymisjonował Nubara Paszę, zastępując go Riazem Paszą, któremu powierzył misję utworzenia Rady Ministrów. Uczynił to z powodu rozbieżności występujących między angielskim wysłannikiem a Nubarem Paszą.
Baring wręcz zachęcał wicekróla do ingerencji w wewnętrzne sprawy swego kraju, by zajmował się reformami dotyczącymi edukacji, prawa. Nie określa się Taufika jako osoby o mocnym charakterze, władał krajem dla własnych korzyści. Rozumiał istotę powiązań i wsparcia jakiego udzielała Wielka Brytania Egiptowi i wkrótce zaakceptował zaistniały stan rzeczy.
W życiu prywatnym był uprzejmy i grzeczny. Nie żądał ślepego uwielbienia ze strony poddanych, charakterystycznego dla władców wschodnich. W 1873 poślubił swoją krewną, Eminą Ilhami, z którą stosunki układały mu się dobrze. Była jego jedyną żoną – Taufik był zwolennikiem monogamii.
Zmarł 7 stycznia 1892 w pałacu w Heluanie. Jego następcą został, zgodnie z nową regułą dziedziczności, jego najstarszy syn Abbas II.

## Odznaczenia
- Order Imtiyaz (Turcja)[1]
- Order Osmana I kl. z bryl. (1868, Turcja)[1]
- Order Medżydów I kl. z bryl. (Turcja)[1]
- Order Serafinów (1891, Szwecja)[1]
- Order Wazów I kl. (1868, Szwecja)[1]
- Order Kalākauy I (1882, Hawaje)[1]
- Order Legii Honorowej I kl. (Francja)
- Order Franciszka Józefa I kl. (1886, Austria)[1]
- Order Lwa Niderlandzkiego I kl. (1890, Holandia)[1]
- Order śś. Maurycego i Łazarza I kl. (Włochy)[1]
- Order Łaźni I kl. (1887, Wlk. Brytania)[1]
- Order Gwiazdy Indii I kl. (1875, Wlk. Brytania)[1]